# Tipula (Labiotipula) leechi
Tipula (Labiotipula) leechi is een tweevleugelige uit de familie langpootmuggen (Tipulidae). De soort komt voor in het Nearctisch gebied.